# 捷爾列特斯基峰
捷爾列特斯基峰（英語：Terletskiy Peak）是南極洲的山峰，位於毛德皇后地的阿斯特里德公主海岸，處於切爾沃夫峰西北面3.1公里，海拔高度2,505米，屬於奧爾萬山脈中謝爾巴科夫山脈的一部分，由德國探險隊發現和拍攝空中照片，現時由南極條約體系管理。